# 名門 (住宅)

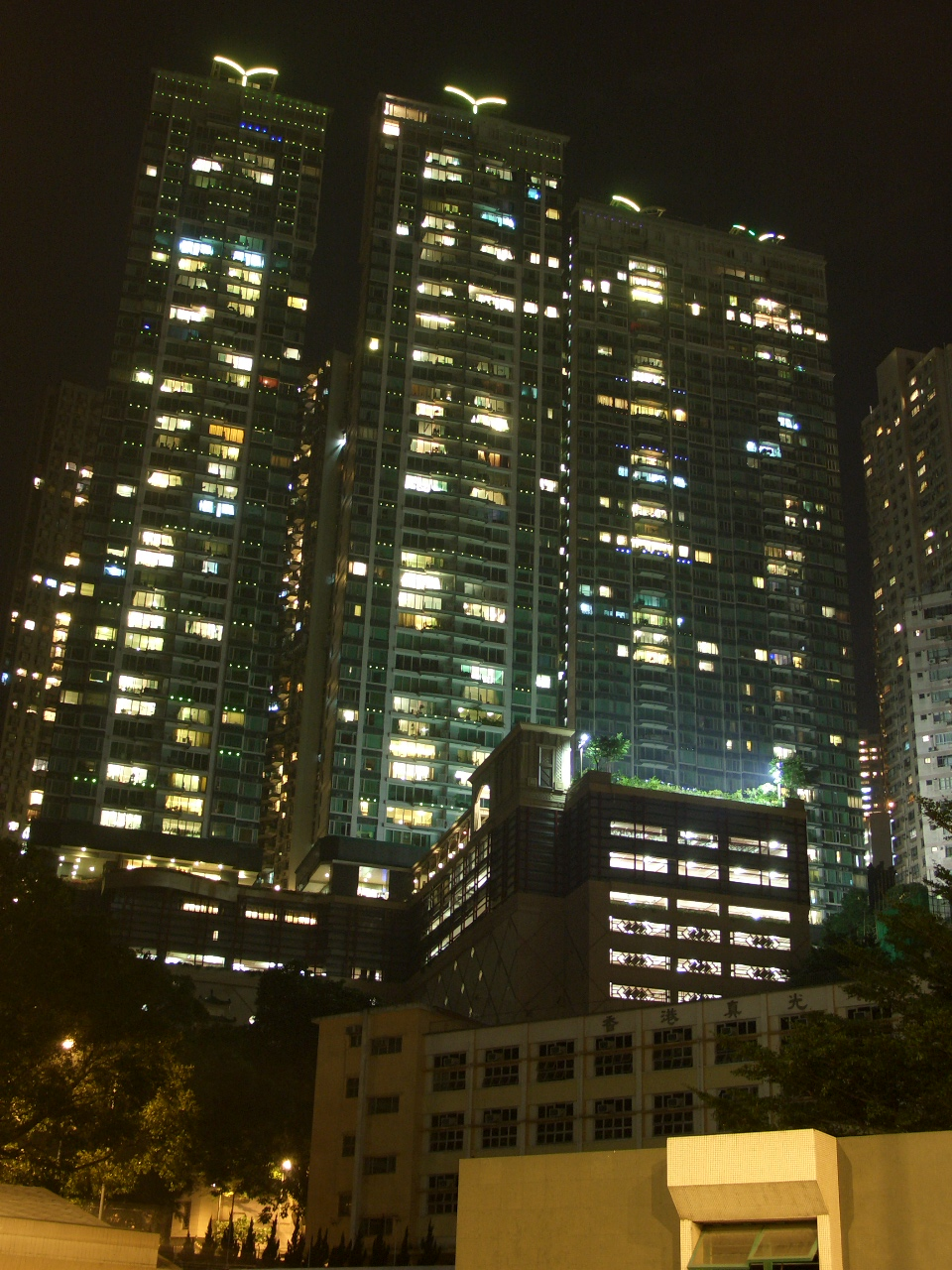
名門夜景，可見到亮起的外牆可變色光纖燈飾

渣甸山名門（英語：The Legend at Jardine's Lookout），是香港的一個住宅屋苑，位於香港島大坑大坑徑23號，由長江實業發展，由四座大廈組成（分為第1座顯名殿、2座揚名殿，第3座盛名殿和第5座耀名殿），均有向山及向海單位，高層可享有維港煙花景色。

## 簡介
該處原是虎豹別墅部份地段出售之後的僅餘部份，2000年，虎豹別墅興建者胡文虎養女胡仙將該部份以一億港元出售給長江實業，不過香港政府跟長江實業協議保留原有的虎豹別墅主樓及「虎塔」給予香港政府，日後重新開放給市民。
渣甸山名門是香港首個鋪有可變色光纖外牆的住宅，發展商為長江實業，已於2007年第二季入伙。屋苑有四座樓宇，但由於有三座為一梯兩伙，剩下一座為一梯四伙，所以單位總數亦只得376個。
其電視廣告分為2005年及2007年版，廣告配樂均由陳光榮製作，2005年版廣告製作費用逾千萬港元，分為60秒震撼版及三段30秒經典版，女聲由Fiona Fung演繹，並於2008年收錄在其首張個人專輯《A Little Love》内，樂曲名稱為《Shine of the Century》。
2009年馬化騰以1.57億元，購入大坑名門3座57及58樓A、 B及 C室全層3個複式戶，面積共7,183方呎，呎價21,857元。

## 圖集

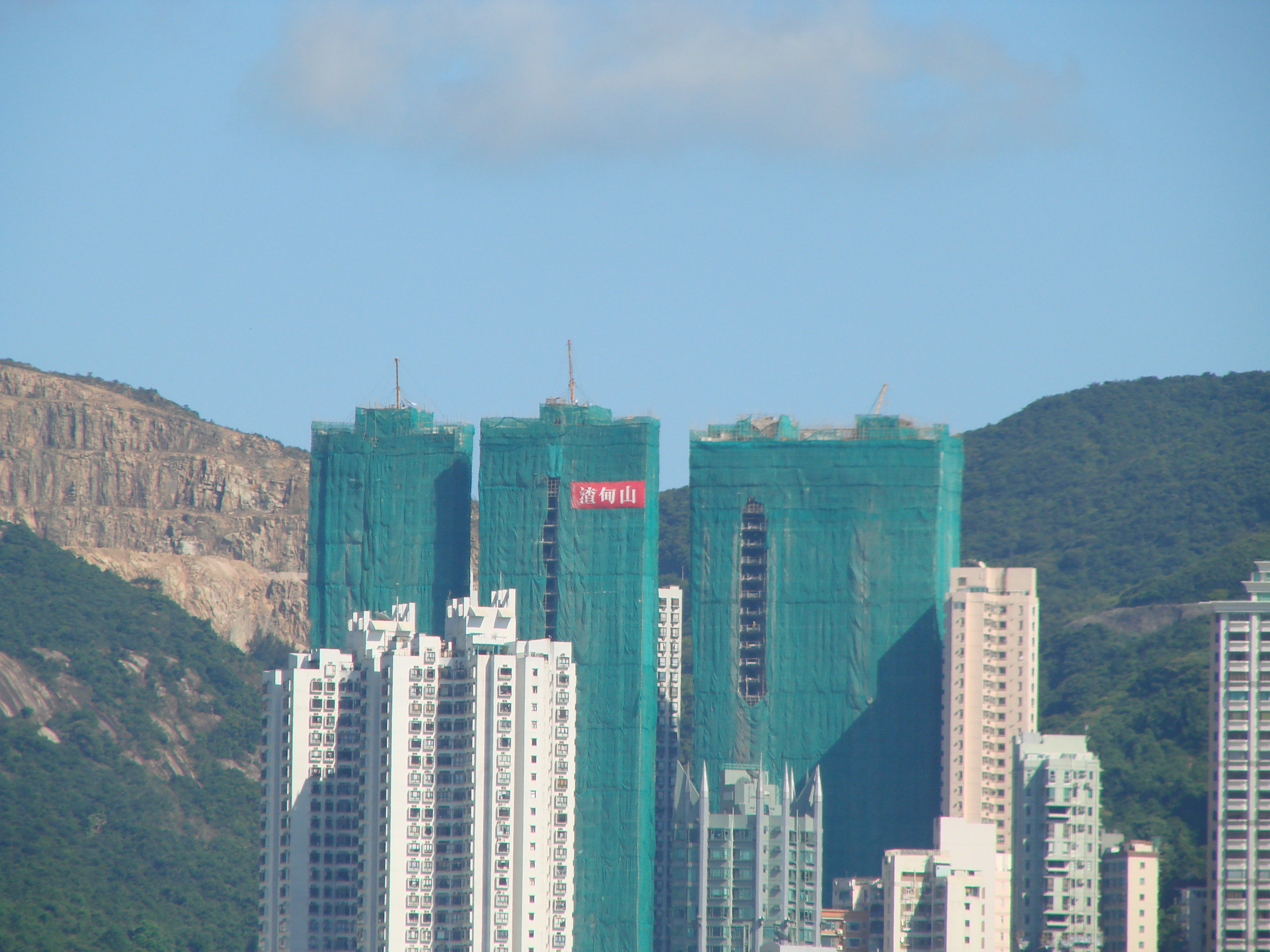
興建中的名門（2006年8月）
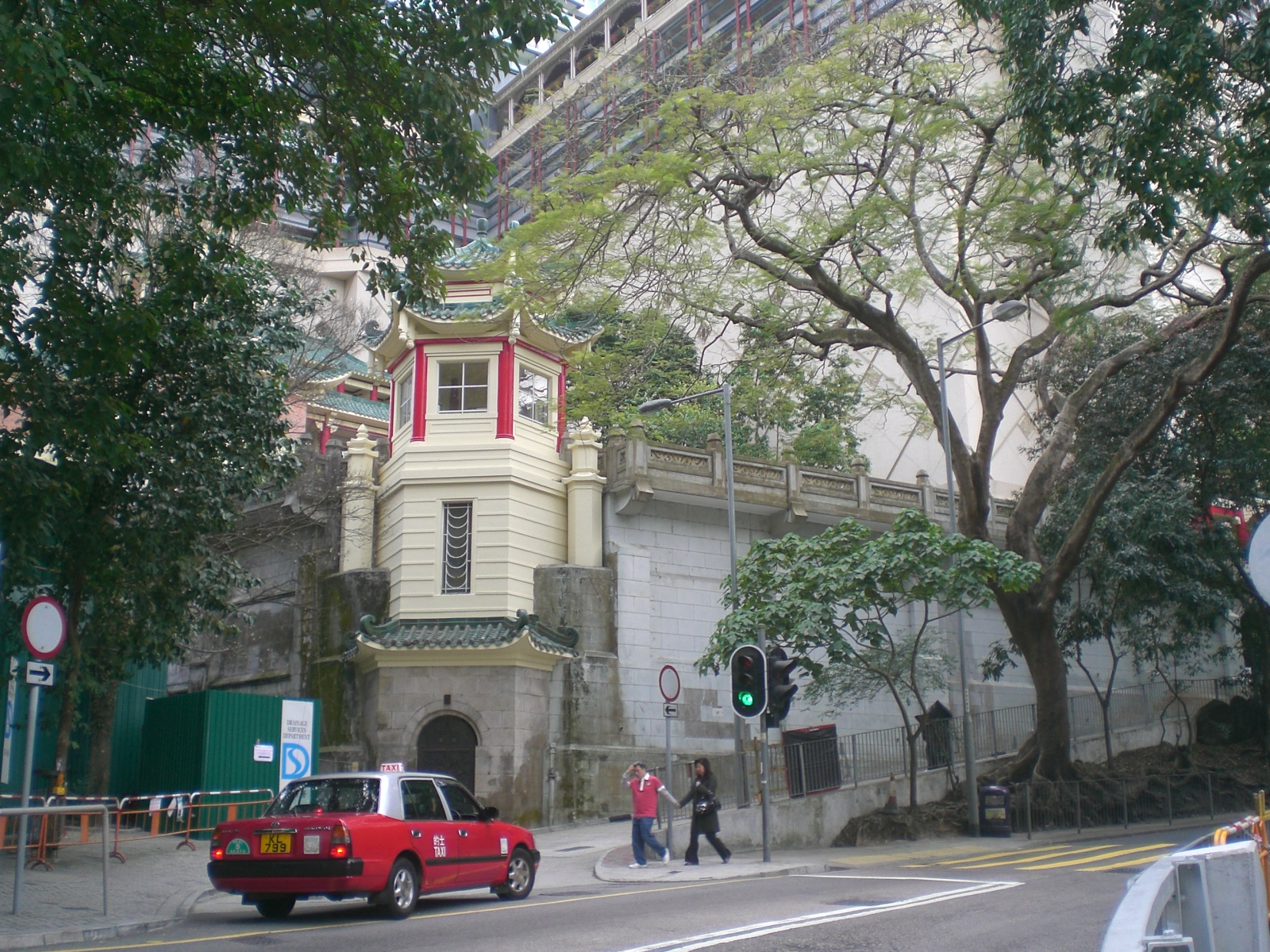
大坑道虎豹別墅和名門低層會所入口
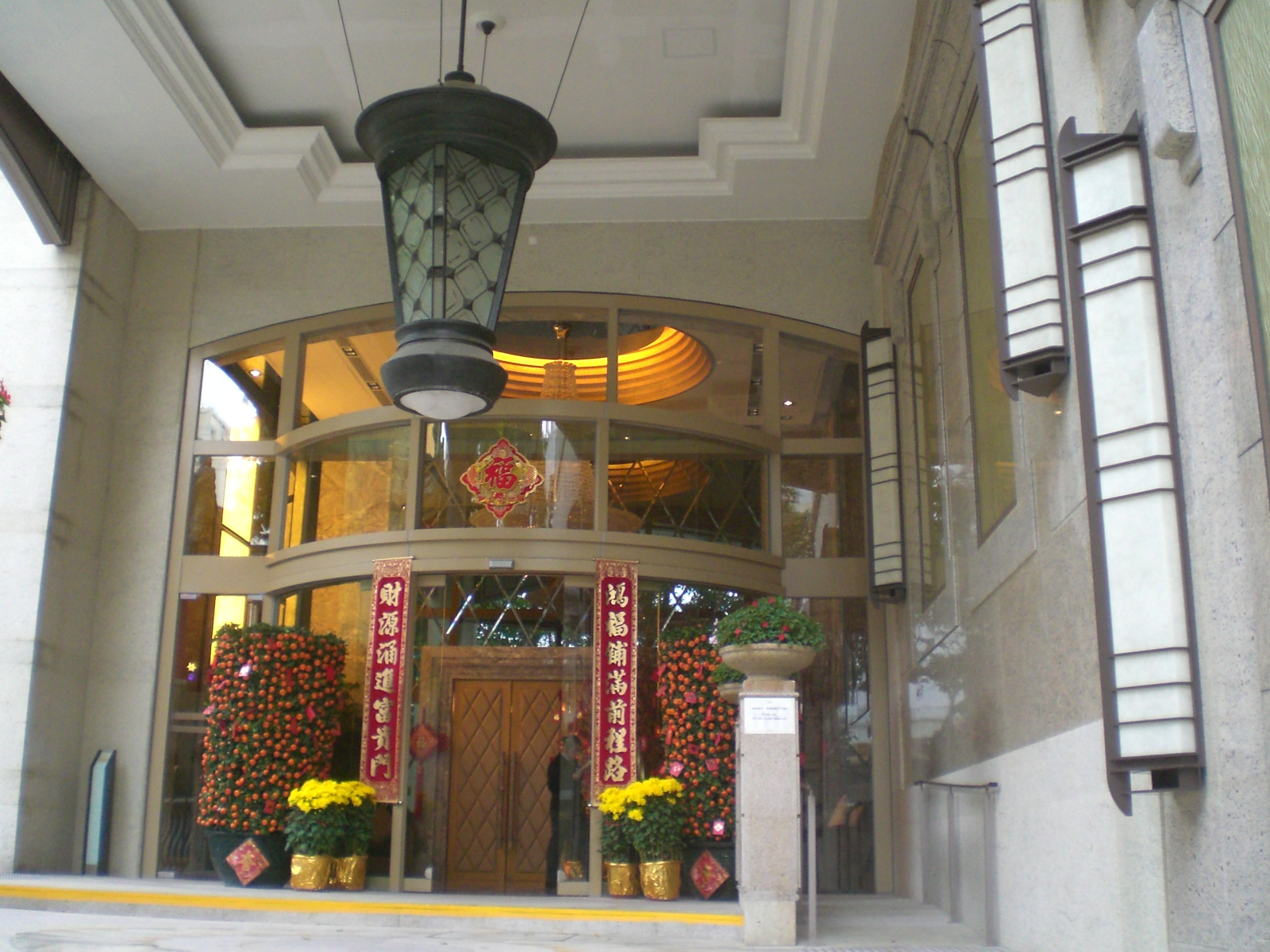
名門低層會所入口

## 鄰近建築

### 私人屋苑
| - 春暉8號（春暉臺8號） - 光明臺（大坑道5-7號）－明星郭富城家人及關智斌居住於此 - 麗星樓（現重建為豪宅「上林」）（大坑道15號） - 大寶閣（大坑道70號）－明星鄭秀文及家人居住於此 - 豪園（嘉寧徑／光明臺斜對面）－明星陳寶珠及家人居住於此 - Y.I（大坑道10號）－已故富商明嘉福兒子明德豐及家人居住於此 - 嘉崙臺（大坑道152號）－明星陳奕迅及家人2008年前居住於此 - 瑞士花園（大坑道113號） - 竹麗苑（大坑道8號）－英皇娛樂經理人霍汶希居住於此 - 永威閣（大坑道3號） - 龍園（春暉臺1號） - 龍華花園（大坑徑25號） - 嘉景台（大坑徑19號） - 栢園（大坑徑6號） - 高寧大廈（大坑徑5號） - 高景大廈（大坑徑7號） - 大坑台（春暉道5號） - 雍藝軒（浣紗街55號） - 玫瑰新邨（司徒拔道41C號）－前政務司司長陳方安生及其家族居住於此 - 曉廬（司徒拔道41D號）－許世勳家族發展、林青霞夫婦、明星張學友及家人居住於此 - 禮頓山（樂活道2B號）－明星陳偉霆、鄭少秋、前政務司司長許仕仁居住於此 - 樂景園（樂活道20號）－明星黎明居於一個3134平方呎的高層單位 - 柏樂苑（樂活道38號）－明星舒淇居住於此 - 樂翠台（樂活道10號） - 樂陶苑（樂活道18號） - 比華利山（樂活道6號） | - 勵德邨 - 聖公會聖馬利亞堂 - 天主教基督君王小堂 - 聖保祿醫院 - 蓮花宮 - 聖保祿學校 - 皇仁書院 - 香港真光中學 - 中華基督教會公理書院 - 虎豹別墅 - 渣甸山居民協會 - 中華遊樂會－富豪如何鴻燊或劉鑾雄打球之地 - 維景酒店 - 摩頓台天橋 |

## 區議會選區
根據2015年選舉管理委員會的區議會選舉選區分界圖，大坑徑、虎豹別墅及渣甸山名門均位於灣仔區B08渣甸山選區。自2023年香港選舉改革後，灣仔區內的所有選區被合併至單一的雙議席選區。
| 屆別           | 議員     | 政治聯繫 | 政治聯繫    |
| 渣甸山         | 渣甸山   | 渣甸山   | 渣甸山      |
| -------------- | -------- | -------- | ----------- |
| 1994年－1999年 | 龐曹聖玉 |          | 自由黨      |
| 2000年－2003年 | 龐曹聖玉 |          | 無黨籍      |
| 2004年－2007年 | 陳耀輝   |          | 公 公民起動 |
| 2008年－2011年 | 黎大偉   |          | 無黨籍      |
| 2012年－2015年 | 黎大偉   |          | 無黨籍      |
| 2016年－2019年 | 林偉文   |          | 自由黨      |
| 2020年－2023年 | 林偉文   |          | 自由黨      |
| 灣仔           |          |          |             |
| 2020年－2023年 | 穆家駿   |          | 民建聯      |
| 2020年－2023年 | 李碧儀   |          | 港島聯      |

## 知名住客
- 李彩華

## 外部連結
- 渣甸山名門（页面存档备份，存于）